# تركستان الروسية

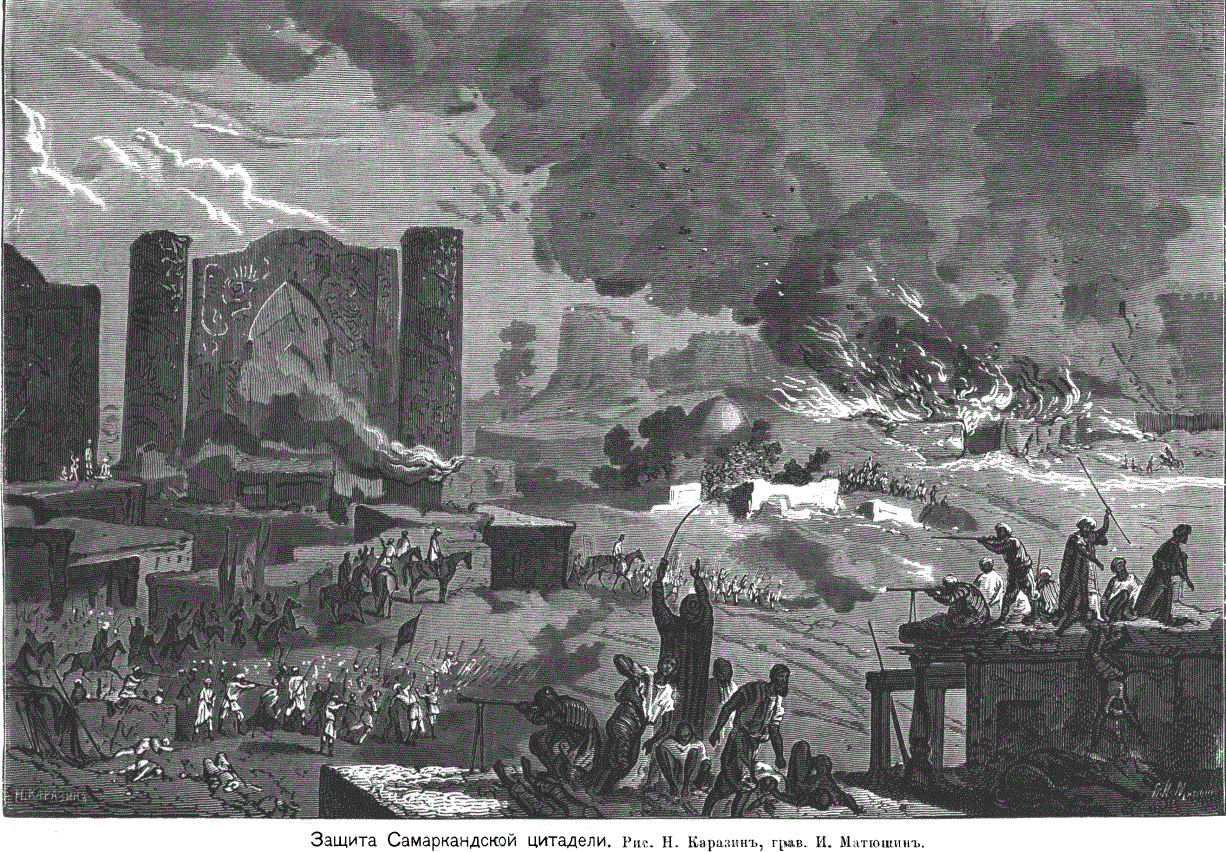
لوحة زيتية تظهر معارك بين سكان الطاجيك وبين القوات الإمبراطورية الروسية في سمرقند عام 1872م

تركستان الروسية (بالروسية: Русский Туркестан)، هي المنطقة الغربية من تركستان فترة حكم الإمبراطورية الروسية ، بدأت القوات الروسية اجتياح مدينة سمرقند بتاريخ 11 يوليو عام 1867م، وانتهت بتاريخ 30 أبريل عام 1918م بسبب الثورة البلشفية والتي قادها فلاديمير لينين.